# Втрачаючи це
«Втрачаючи це» (англ. Losin' It) — американська молодіжна кінокомедія 1982 року режисера Кертіса Генсона.

## Сюжет
У центрі сюжету комедії — три старшокласника, Вуді, Дейв та Спайдер, які до закінчення школи намагаються здобути сексуальний досвід. З цією метою вони вирушають на автомобілі до Тіхуани, Мексика. В дорогу з собою їм довелося взяти брата Дейва Вендела, який планує купити там феєрверки. По дорозі до їхньої компанії додалася молода жінка Кеті, яка прагне швидкого розлучення зі своїм чоловіком.

## У ролях
| Актор           | Роль         |
| --------------- | ------------ |
| Том Круз        | Вуді         |
| Шеллі Лонг      | Кеті         |
| Джекі Ерл Гейлі | Дейв         |
| Джон Стоквелл   | Спайдер      |
| Джон П. Навін   | Вендел       |
| Генрі Дарроу    | шериф        |
| Рік Россовіч    | морпіх       |
| Джо Спінелл     | прикордонник |

## Критика
На Rotten Tomatoes фільм отримав оцінку 18% на основі 11 відгуків від критиків і 28% від більш ніж 2500 глядачів.